# Sindrome di Smith-Magenis
La sindrome di Smith-Magenis (Smith-Magenis Syndrome, SMS) è una sindrome genetica che si manifesta con anomalie comportamentali e disordini dello sviluppo.

## Eponimo
Il nome deriva da Ann C. M. Smith, una consulente genetica del National Institutes of Health e da R. Ellen Magenis, una pediatra dell'Oregon Health Sciences University.

## Epidemiologia
La SMS ha un'incidenza alla nascita di circa 1 su 25 000.

## Eziologia e patogenesi
La SMS è causata da un microdelezione a livello del braccio corto del cromosoma 17 (17p11.2) con conseguente aploinsufficienza del prodotto genico di RAI1; mutazioni del gene inattivi possono produrre lo stesso effetto della microdelezione. La SMS deve essere dunque considerato con una sindrome clinica dovuta a un disordine monogenico come la sindrome di Angelman.

## Profilo clinico
Il quadro sindromico è caratterizzato da ritardo mentale, disordini del comportamento con omo- eteroaggressività e disturbi del sonno che sovente si accompagnano a:
- Obesità
- Bassa statura
- Mani e piedi piccoli
- Volto rotondeggiante con tratti grossolani
- Naso slargato
- Labbro superiore sottile
- Angoli della bocca rivolti verso il basso

In circa un terzo dei pazienti sono presenti ipoacusia, difetti renali e anomalie cardiache.

## Profilo diagnostico
In un contesto anamnestico e obiettivo adeguato, la diagnosi viene posta attraverso la metodica di ibridazione fluorescente in situ (FISH) che consente di individuare la delezione a carico del braccio corto del cromosoma 17.

## Trattamento
Il trattamento per la SMS è sintomatico e vengono impiegati farmaci psicotropi.